# Vilfor Hysa
Vilfor Hysa (ur. 9 września 1989 w Tiranie) – albański piłkarz, były członek albańskich reprezentacji U-17, U-19, U-20 i U-21.